# 小穆尔默隆
小穆尔默隆（法語：Mourmelon-le-Petit，法語發音：[muʁməlɔ̃ lə pəti]）是法国马恩省的一个市镇，位于该省北部，与大穆尔默隆相邻，属于香槟沙隆区。

## 地理
小穆尔默隆（49°7'47"N, 4°18'34"E）面积12.19 平方千米，位于法国大東部大區马恩省，该省份为法国东北部内陆省份，北起阿登省，西北接埃纳省，西南接塞纳-马恩省，南至奥布省，东南接上马恩省，东临默兹省。
与小穆尔默隆接壤的市镇（或旧市镇、城区）包括：巴科讷、利夫里-卢韦尔西、大穆尔默隆、塞特索。

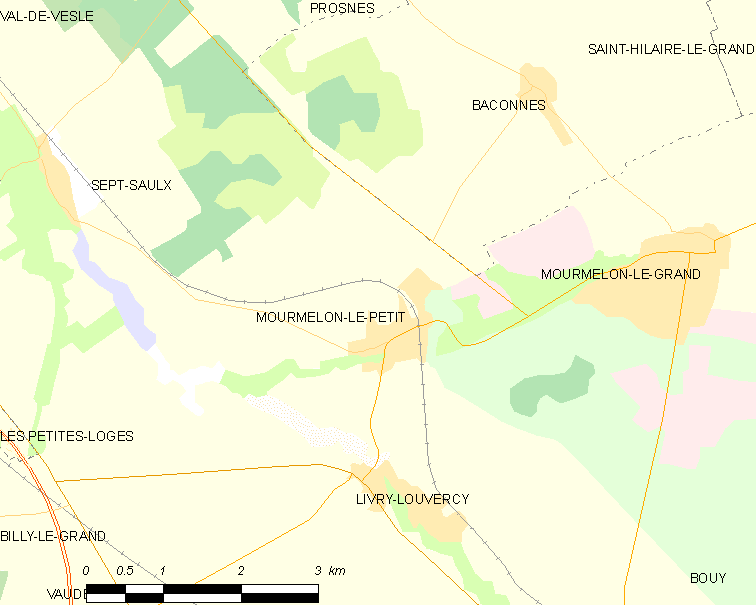
小穆尔默隆的OSM定位图

小穆尔默隆的时区为UTC+01:00、UTC+02:00（夏令时）。

## 行政
小穆尔默隆的邮政编码为51400，INSEE市镇编码为51389。

## 政治
小穆尔默隆所属的省级选区为穆尔默隆-韦勒-香槟山县。

## 人口

1962-2008年间小穆尔默隆人口变化图示

小穆尔默隆于2022年1月1日时的人口数量为806人。